# An-Naschid al-Watani
an-Naschid al-Watani (arabisch النشيد الوطني, DMG an-Našīd al-Waṭanī ‚Nationalhymne‘) ist die Nationalhymne von Kuwait.
Der Text der Hymne wurde vom kuwaitischen Dichter Ahmad Meschari al-Adwani (1923–1990) geschrieben. Ibrahim as-Sula komponierte die Musik der Hymne. Ahmad Ali arrangierte die Komposition. Die Erstaufführung fand am 25. Februar 1978 statt.
Die Hymne wird in Kuwait außer zu besonderen Anlässen nur selten gespielt.
| Arabisch                                                                                       | Transliteration |
| ---------------------------------------------------------------------------------------------- | --- |
| (Refrain)                                                                                      | |
| وطني الكويت سلمت للمجد وعلى جبينك طالع السعد وطني الكويت وطني الكويت وطني الكويت سلمت للمجد    | Watanī l-Kuwait salimta li-l-maǧdi Wa-ʿalā ǧabīnika ṭālaʿa s-saʿdu Watanī l-Kuwait watanī l-Kuwait Watanī l-Kuwait salimta li-l-maǧdi |
| 1                                                                                              | |
| يا مهد آباء الأولى كتبوا سفرالخلود فنادت الشهب الله أكبر إنهم عرب طلعت كواكب جنة الخلد         | Yā mahdu ābāʾu l-ūlā katabū Safar l-ḫulūdi fa-nādat aš-šuhubu Allāhu akbaru innahum ʿarabu Talaʿat Kawākibu ǧannati l-ḫuldi           |
| 2                                                                                              | |
| بوركت يا وطني الكويت لنا سكنا وعشت على المدى وطنا يفديك حر في حماك بنى صرح الحياة بأكرم الأيدي | Būrikta yā Watanī l-Kuwait lanā Sakanan wa-ʿašta ʿalā l-mada watanan Yafdīka ḥurrun fī ḥamaika banā Ṣarhu l-ḥayati bi-akrami l-Aidī   |
| 3                                                                                              | |
| نحميك يا وطني وشاهدنا شرع الهدى والحق رائدنا وأميرنا للعز قائدنا رب الحمية صادق الوعد          | Naḥmīka yā watanī wa-šāhidunā Šarʿu l-huda wa-l-ḥaqqu rāʾidunā Wa-Amīrunā li-l-izzi qāʾidunā Rabbu l-ḥamiyati ṣādiqu l-waʿdi          |